# Джиммі Гоган
Джиммі Гоган (англ. Jimmy Hogan, 16 жовтня 1882, Нельсон — 30 січня 1974, Бернлі) — англійський футболіст ірландського походження, що грав на позиції нападника. По завершенні ігрової кар'єри — тренер.
Семиразовий чемпіон Угорщини (як тренер). Чемпіон Швейцарії (як тренер).

## Ігрова кар'єра
У дорослому футболі дебютував 1900 року виступами за команду клубу «Нельсон Юнайтед», в якій провів один сезон. Протягом 1901—1902 років захищав кольори команди клубу «Рочдейл».
Своєю грою за останню команду привернув увагу представників тренерського штабу клубу «Бернлі», до складу якого приєднався 1902 року. Відіграв за клуб з Бернлі наступні три сезони своєї ігрової кар'єри.
1905 року уклав контракт з клубом «Фулгем», у складі якого провів наступні три роки своєї кар'єри гравця.
Згодом з 1908 по 1910 рік грав у складі команд клубів «Свіндон Таун» та «Болтон Вондерерз».
Завершив ігрову кар'єру у клубі «Болтон Вондерерз», у складі якого вже виступав раніше. Прийшов до команди 1911 року, захищав її кольори до припинення виступів на професійному рівні у 1912.

## Кар'єра тренера
Розпочав тренерську кар'єру, ще продовжуючи грати на полі, 1910 року, очоливши тренерський штаб клубу «Дордрехт». 1910 року також був головним тренером збірної Нідерландів.
Згодом протягом 1912 року очолював тренерський штаб клубу «Аустрія» (Відень), паралельно працюючи зі збірною Австрії..
Протягом 8 років, починаючи з 1914, був головним тренером команди МТК (Будапешт). 1918 року також був запрошений керівництвом швейцарського клубу «Янг Бойз» очолити і його команду, з якою пропрацював до 1920 року.
Протягом 1924 року очолював тренерський штаб збірної Швейцарії. 1925 року був головним тренером команди «Лозанна».
Згодом протягом 1928—1929 років знову очолював тренерський штаб клубу МТК (Будапешт). 1931 року прийняв пропозицію попрацювати у клубі «Аустрія» (Відень). Залишив віденську команду 1932 року.
Протягом одного року, починаючи з 1933, знову був головним тренером «Лозанни». 1934 року був запрошений керівництвом клубу «Фулгем» очолити його команду, з якою пропрацював до 1935 року.
З 1936 і по 1939 рік очолював тренерський штаб команди «Астон Вілла». Протягом тренерської кар'єри також очолював команди клубів «Дрезднер» та «Расінг» (Париж).
Останнім місцем тренерської роботи була збірна Австрії, головним тренером якої Джиммі Гоган був протягом 1936 року.

## Досягнення

### Як тренера
- Чемпіон Угорщини:

МТК (Будапешт): 1916–1917, 1917–1918, 1918–1919, 1919–1920, 1920–1921, 1921–1922, 1928–1929
- Чемпіон Швейцарії:

«Янг Бойз»: 1919–1920
- Срібний олімпійський призер: 1936

### Індивідуальні
- Найкращий тренер в історії футболу — 24 місце (World Soccer)[1][2]